# Paulette Schwartzmannová
Paulette Schwartzmannová (19. listopadu 1894 Kamenec Podolský – 1953 Buenos Aires) byla lotyšská, později francouzská a nakonec argentinská šachistka. Narodila se v Ruské říši ve městě Kamenec Podolský pod rodným jménem Pecia, které leží na území Ukrajiny, ale přesto byla Lotyška. V roce 1915 emigrovala do Francie a v roce 1932 získala francouzské občanství. Protože byla židovského původu, zůstala po šachové olympiádě v roce 1939 z obavy z německého nacismu v Argentině, kde vystupovala s rodným jménem Paula.

## Soutěže jednotlivkyň

### Mistrovství Francie
Před tím než obdržela občanství vyhrála čtyřikrát mimo soutěž francouzské mistrovství žen v šachu v letech 1927, 1928, 1929 a 1931. Po získání občanství se stala mistryní Francie v letech 1933, 1935 a 1938.

### Mistrovství Argentiny
Vyhrála pětkrát Mistrovství Argentiny v šachu žen v letech 1948, 1949, 1950 a 1952.

### Mistrovství světa
Dvakrát se zúčastnila turnaje o titul mistryně světa v šachu 1933 ve Folkestone, kde skončila šestá, a 1939 v Buenos Aires, kde se umístila na devátém až desátém místě.
| Rok  | Turnaj                           | Místo        | Body | Partie | Výhry | Remízy | Prohry | Pořadí | Počet účastnic |
| ---- | -------------------------------- | ------------ | ---- | ------ | ----- | ------ | ------ | ------ | -------------- |
| 1933 | 4. mistrovství světa v šachu žen | Folkestone   | 5,5  | 14     | 4     | 3      | 7      | 6.     | 8              |
| 1939 | 7. mistrovství světa v šachu žen | Buenos Aires | 9,0  | 19     | 4     | 10     | 5      | 9.–10. | 20             |